# Mohácsi Lajos (labdarúgó)
Mohácsi I. Lajos (Salgótarján, 1957. január 6. –) magyar nemzeti labdarúgó-játékvezető.

## Pályafutása

### Labdarúgóként
Apja, id. Mohácsi Lajos nyomdokába lépve játszott a Salgótarjáni BTC, az Ózdi Kohász, a Békéscsaba, a Hódmezővásárhely és a Salgótarjáni Síküveggyár csapatában.

### Labdarúgó-játékvezetőként
A játékvezetői vizsgát megszerezve Nógrád megyében különböző labdarúgó bajnoki osztályokban szerezte meg a szükséges tapasztalatokat, 1993-ban került a NB. II-es játékvezetői keretbe. 1995-ben debütálhatott, a Vác–Csepel (0–0) bajnoki mérkőzéssel a legmagasabb bajnoki osztályban. Rövid kerettagságától 1997-ben, a Debreceni VSC–Pécsi MFC (3–1) bajnoki mérkőzéssel búcsúzott. Napjainkban a Nógrád megyei I. osztályban, játékvezetőként szolgálja a labdarúgást. Első ligás mérkőzéseinek száma: 10

## Sikerei, díjai
A Nógrád Megyei Labdarúgó-szövetség Játékvezető Bizottság elnökségétől 2009-ben arany kitűzőt kapott 20 éves játékvezetői pályafutásának elismerése alkalmából.